# Čedo Vulević
Čedo Vulević (ćirilica: Чедо Вулевић; 1927. Trešnjevo, Andrijevica – 22. srpnja 2006. Trešnjevo, Andrijevica) jedan je od najznačajnijih crnogorskih književnika 20. stoljeća, akademik DANU, angažirao se na službenom priznanju crnogorskog jezika.
Na Golom otoku robijao je od 1952. do 1954. godine. 
Pripovjetka Zatočenik mu je tiskana 1967. godine, za koju je nagrađen od lista Politika. 

## Zabrane i progon
1970-ih njegovi su romani zabranjivani, a on je sistematizirano progonjen. 
Cjelokupna naklada njegovog romana Povratak predaka uništena je 1975. godine, oduzeta mu je putovnica i izgubio je posao u Lovćen filmu. 
Do 1990. godine, uzuzev privatnog beogradskog nakladnika Slobodana Mašića, niti jedan drugi nakladnik u SFRJ nije se usudio tiskati njegove romane.

## Vanjske poveznice
Odabrana djela Čeda Vulevića u nakladi Crnogorskog P.E.N. centra